# Popillia cupripes
Popillia cupripes är en skalbaggsart som beskrevs av Ernst Gustav Kraatz 1892. Popillia cupripes ingår i släktet Popillia och familjen Rutelidae. Inga underarter finns listade i Catalogue of Life.